# Stop Pride törvény
A Magyar Országgyűlés 2025. március 18-án megszavazta a gyülekezési törvény módosítását, amely a gyermekvédelmi törvényre hivatkozva megtiltja az olyan gyűlés megtartását vagy azon való részvételt, amelyen 18 éven aluliak homoszexualitással vagy transzneműséggel találkozhatnak. A törvénymódosítás elsődleges célja a Budapest Pride betiltása volt. A felvonuláson résztvevőket 6500 forinttól 200 ezer forintig terjedő pénzbírsággal sújthatják, a szervezők pedig egy évig terjedő börtönbüntetést is kaphatnak. A törvénymódosítás lehetővé teszi továbbá a rendőrség számára az arcfelismerő szoftvert használatát a résztvevők beazonosítására.
A törvény elfogadása után több magyar városban és Bécsben is tüntetéseket tartottak. 

## Előzmények
Orbán Viktor miniszterelnök a 2025-ös évértékelőjén azt tanácsolta a Pride szervezőinek, hogy "ne bajlódjanak az idei felvonulás előkészítésével, mert "kidobott pénz és idő" lenne. Azt is bejelentette, hogy a kormány alkotmányba foglalja, hogy az ember csak férfi vagy nő lehet.

## Törvénymódosítás
Március 11-én a Fidesz-KDNP képviselői indítványozták az alkotmány tizenötödik módosítását, amely kimondja:

„Minden gyermeknek joga van a megfelelő testi, szellemi és erkölcsi fejlődéséhez szükséges védelemhez és gondoskodáshoz. Ez a jog – az élethez való jog kivételével – minden más alapvető jogot megelőz.”

Gulyás Gergely Miniszterelnökséget vezető miniszter szerint ezt a józan ész indokolja, hiszen "családos ember a Pride közelébe nem szokott menni".
Március 17-én benyújtották a gyülekezési törvény módosítását, amely 6500 forinttól 200 ezer forintig terjedő pénzbírsággal sújtja a gyermekvédelmi törvényben foglalt tilalmat megsértő gyűlések megtartását vagy látogatását, melynek értelmében tilos a kiskorúak számára a homoszexualitás és a transzneműség bemutatása. A módosítás azt is kimondja, hogy a bírságokból befolyt összeget gyermekvédelmi célokra kell fordítani, és lehetővé teszi, hogy a rendőrség arcfelismerő szoftvert alkalmazzon a résztvevők beazonosítására. A módosítást kivételes eljárásban tárgyalták, így a benyújtást követő napon már szavaztak is róla.
Az Országgyűlés március 18-án 136 igen (Fidesz-KDNP, Jobbik és Mi Hazánk Mozgalom képviselői; Balassa Péter és Ritter Imre) és 27 nem szavazattal megszavazta a módosítást. A szavazás során a Momentum Mozgalom képviselői és Hadházy Ákos füstgyertyát gyújtottak, lejátszották a szovjet himnuszt, valamint Orbán és Putyin csókolózós fényképével szórták tele a Parlamentet. Az ellenzéki képviselők "Nem hagyjuk!" skandálással tiltakoztak. 
Sulyok Tamás köztársasági elnök még aznap aláírta a törvényt. A szavazást megzavaró képviselők később összesen 82 millió forintos bírságot kaptak; Hadházy 12 millió forintos bírságára két nap alatt összegyűlt a pénz adományokból.

## Reakciók
Karácsony Gergely, Budapest főpolgármestere kijelentette, hogy a Budapest Pride a korábbiakhoz hasonlóan 2025-ben is megrendezésre kerül, sőt "még az is lehet, hogy nagyobb lesz, mint valaha".
A Budapest Pride szervezői fasisztának nevezték a törvénymódosítást és kijelentették, hogy a tilalom ellenére továbbra is szervezik a 2025-ös felvonulást.
A Magyar Helsinki Bizottság megállapította, hogy a törvénymódosítás több alapvető jogot sért, különösen a gyülekezési szabadsághoz, a diszkrimináció tilalmához és a személyes adatok védelméhez való jogot. A bizottság társelnöke, Kádár András szerint nincs szociológiai adat vagy tudományos bizonyíték arra, hogy a melegség említése vagy a szexuális kisebbségek társadalmi helyzetének nyilvános megvitatása negatív hatással lenne a gyerekekre.
Michael O'Flaherty, az Európa Tanács emberi jogi biztosa felszólította Magyarország köztársasági elnökét a törvény megvétózására, és felkérte Kövér Lászlót, az Országgyűlés elnökét a törvényjavaslat módosítására.
Magyar Péter, a legnagyobb ellenzéki párt, a Tisza vezetője szerint a kormány csak azért szigorította a gyülekezési törvényt, hogy elterelje a figyelmet a súlyos megélhetési válságban élő magyarok millióiról. Azt ígérte, megválasztása esetén a Tisza párt meg fogja védeni a gyülekezési jogot.
A Momentum Mozgalom vállalta, hogy pénzalapot hoz létre, amelyből kifizetik majd a Pride-on résztvevők büntetését.
Dombos Tamás, a Háttér Társaság projekt koordinátora szerint ez egy taktika a kormány részéről, hogy elterelje a választók figyelmét a súlyosabb problémákról, az arcfelismerő szoftvert pedig más, a kormány által törvénytelennek minősített tüntetéseken is fel lehet majd használni.
Volker Türk, az ENSZ emberi jogi főbiztosa felszólította a magyar hatóságokat, hogy "helyezzék hatályon kívül ezt és minden más olyan törvényt, amely hátrányos megkülönböztetést jelent az LMBTQ-személyek számára”.
Ulf Kristersson svéd miniszterelnök és Pedro Sánchez spanyol miniszterelnök, valamint Beate Meinl-Reisinger osztrák külügyminiszter, Maxime Prévot belga külügyminiszter, Simon Harris ír külügyminiszter, Caspar Veldkamp holland külügyminiszter, Margus Tsahkna észt külügyminiszter, Anna Lührmann európai uniós ügyekért felelős német miniszter és Elina Valtonen finn külügyminiszter is elítélte a törvénymódosítást az X-en.
Huszonkét ország nagykövetsége közös nyilatkozatban ítélte el a Pride-ot betiltó jogszabályt.

## Tüntetések és hídfoglalások
A Momentum Mozgalom március 18-án 17 órára tüntetést szervezett a  Kossuth térre. A párt vezető politikusai, Lőcsei Lajos és Bedő Dávid, valamint Hadházy Ákos is beszédet mondtak, majd a tömeg a Margit hídhoz vonult. A Jászai Mari térre érve azonban rendőri sorfal állta az útjukat, emiatt nem tudtak feljutni a hídra. A tömeghez később egy másik, Szabadság téren tartott demonstráció résztvevői is csatlakoztak. A tömeg fél 11 körül oszlott fel, amikor a rendőrök elkezdték igazoltatni az ott tartózkodókat. Három embert elfogtak és előállítottak.
Március 19-én az Amnesty International Magyarország tartott tüntetést Pécsett, amelyen több mint 200-an vettek részt.
Március 20-án az osztrák fővárosban is demonstrációt tartottak, ahol a bécsi Pride szervezői szolidaritásukat fejezték ki a magyar Pride közösség felé. A rendezvényen, amelyen többszáz ember vett részt és számos osztrák párt politikusa is felszólalt, a magyarokat is meghívtak a 2025-ös bécsi Pride-ra. Hasonló tüntetéseket tartottak március 22-én a barcelonai magyar konzulátus előtt és március 23-án Párizsban a Köztársaság téren.
Hadházy március 25-én 17 órára újabb tiltakozást hirdetett meg az Erzsébet hídra. A rendőrség azonban nem engedélyezte a tüntetést arra hivatkozva, hogy az a közlekedés sérelmével járna, ehelyett a Március 15. teret ajánlotta helyszínnek. A tüntetés kezdetére végül többezer ember gyűlt össze a Ferenciek terén. A beszédek után a tüntetők elfoglalták az Erzsébet hidat, a Szabadság hidat, a Petőfi hidat és a Margit hidat. A Kúria utólag megállapította, hogy a rendőrség megalapozatlanul döntött úgy, hogy az Erzsébet hídon nem lehet tüntetni.
Március 29-én Szegeden is tüntettek. A beszédek elhangzása után 100-150 tüntető elfoglalta a Belvárosi hidat.
Hadházy április 1-jén 17 órára újabb demonstrációt hirdetett  az Erzsébet hídhoz. A beszédek után a többezer fős tömeg elindult, hogy elfoglalja a Szabadság hidat, a Petőfi hidat és a Margit hidat. A rendőrök testi kényszert alkalmazva szorították le a tüntetőket az útról a járdára. Fél 9 után a Szabadság hídon Pest felé kezdték tolni a tömeget,  9 körül azonban több hídról is levonult a rendőrség. Fél 11 után elkezdték igazoltatni a Szabadság hídon maradókat.
Hadházy április 8-ára újabb, ezúttal 24 órás tüntetést jelentett be.
A Magyar Kétfarkú Kutya Párt április 12-ére „Legyen mindenki egyforma!” címmel Békemenetet hirdetett, amelyre szürke ingben és szürke zászlóval várják a résztvevőket, hogy ironikusan, görbe tükröt tartva tiltakozzanak a Pride betiltása ellen.

## Fordítás
Ez a szócikk részben vagy egészben  a(z)   2025 Hungarian Pride ban című angol Wikipédia-szócikk ezen változatának fordításán alapul.  Az eredeti cikk szerkesztőit annak laptörténete sorolja fel. Ez a jelzés csupán a megfogalmazás eredetét és a szerzői jogokat jelzi, nem szolgál a cikkben szereplő információk forrásmegjelöléseként.